# クレージュA
クレージュA（クレージュエース）は、アダルトゲームを製作する日本の同人サークルである。姉妹ブランドにソフトさ〜くるクレージュ、ソフトサークルパルテノンが存在する。アタミ系列ブランドの一つ。

## 概要
2006年にエロ系同人ゲームサークルの老舗であるソフトさ〜くるクレージュから一部スタッフが移って結成される。ダウンロード販売を請け負っているDLsite.comにおいて、複数の作品で月間ダウンロード数1位や年間ダウンロード数上位を獲得している。
作品はすべて抜きゲーで構成されており、全作品を通して汁っ気によるエロさをコンセプトとしている。作品のストーリーは比較的ライトなものとなっており、作品中のストーリー分岐などは皆無といえる作品が多い。その分、Hシーンなどのアニメーションや画質などにこだわり、特にHシーンはすべてアニメーションで表示される。姦禁少女からは立ち絵にもアニメーションを採用している。
作品の作成には吉里吉里を使用している。

## 作品
- ぬる汁

スクール水着ぶっかけアドベンチャーノベル。Hシーンはすべてアニメーションであり、Hシーンの進め方によってプレイ可能内容が変化する。また、エンディングは汁のかけ方でのみ分岐という徹底した汁ぶりである。
- ブル汁

ブルマ少女エロアニメーションアドベンチャーノベル。前作同様Hシーンはすべてアニメーションである。よりハードなプレイを繰り返すことで、プレイ選択肢が増えていく。
- 触手少女

汁濁触手アニメーションノベルゲーム。シリーズ初の触手系エロゲ。タイトルに汁系の付いていない珍しい作品ではあるが、ジャンルにはしっかりと付いている。
- 妻汁 〜搾り尽くしてア・ゲ・ル〜

エロ人妻アニメーションアドベンチャーノベル。シリーズ初のHシーンのスピード調整機能、画面切り替え機能を実装。さらに挿入した際の膣内の断面までカットインで表示する意欲作。Hシーンの入魂ぶりは健在。同じセリフを毎日繰り返す、日にち計算がおかしいなど、手抜きに近いバグが内在。
- ぬる汁通

ぬる汁の続編にあたる作品。シリーズ作品の拡張機能をフィードバックし、前作より大幅に進化した。
- 姦禁少女 〜生挿入地獄〜

今までのクレージュ作品より画面サイズが大きくなり800×600になった作品。
- 白濁淫乳カルテ 〜精液注射レッスン〜
- 断罪のエルミア
- 投稿少女 -Uploading Girl's Works-
- 廻る娼館街のリィナ
- 箱入少女 -Virgin Territory-
- レニカ姫と情欲の悪魔

悪魔に魅入られたレニカ姫を6日間の陵辱する、ファンタジー形式のアドベンチャーノベル。触手少女、断罪のエルミアに続き3作目の触手作品。
- 痴的少女
- 孫娘緊縛監禁レイプ〜絶頂アクメ地獄〜
- ぽこぽこ妹-犬妹ペット願望-
- セックス注毒 〜あの娘が性奴に成るまで〜
- JC拉致監禁レイプ〜気になる○学生は僕専用の生オナホール〜
- ザーメンソムリエ -変態女子校生の精飲活動-
- いいなり! 催眠彼女 ～隷属洗脳・生ハメ性活!!～
- 妹寝取り ～身も心もお兄ちゃんのもの～
- 女子校生放課後性教育 ～弱みを握って生ハメ性活指導～
- 女子校生脅迫淫行日誌 ～仲良し巨乳ペット強制絶頂アクメ堕ち～
- 姦獄娼女 ～Slave Girl Breeding～
- 絶対服従催眠アプリ ～憧れの先輩は僕の操り人形～
- 彼には言えない恥辱の関係 ～ごめんね、わたし先生のものにされちゃった……～
- なりゆき→パパ活GIRLS!!
- りくじょぶ☆ズコバコ夏合宿❤︎
- 夏色姉妹 ～幼馴染と真夏のヒメゴト～
- ドM妹おねだり個人レッスン ～私のSEX家庭教師お兄ちゃん～
- 妹快楽堕ち ～お兄ちゃんに無理やりハメられてから～
- 家出娘種付け姦誘 ～気弱なあの子を肉便器開発～
- 脅迫優等生姉妹 ～不良グループ集団種付堕ち～